# Gabriel Dias
Gabriel Dias (ur. 11 lipca 1990 roku) – brazylijski kierowca wyścigowy.

## Kariera
Dias rozpoczął karierę w jednomiejscowych samochodach wyścigowych w 2008 roku od startów w Zachodnioeuropejskim Pucharze Formuły Renault 2.0 oraz w Europejskim Pucharze Formuły Renault 2.0. Z dorobkiem odpowiednio trzynastu i trzech punktów uplasował się tam odpowiednio na 13 i 124 pozycji w klasyfikacji generalnej. W późniejszych latach Brazylijczyk pojawiał się także w stawce Brytyjskiej Formuły 3 oraz Masters of Formula 3